# 伊號第三百六十六潛艦
伊号第三六六潜水艦（いごうだいさんびゃくろくじゅうろくせんすいかん）是大日本帝国海军的一艘潜水艇。伊三六一型潜水艦的6号艦。参加回天攻撃隊，战后作海没処分。

## 艦歷
- 1942年 “改マル5计划”第5466号艦
- 1943年8月26日 三菱重工業神户造船所开工
- 1944年3月29日 下水
- 1944年8月3日 竣工。船籍编入横須賀鎮守府
- 1944年10月2日 编入第7潜水战隊
- 1944年12月3日 自横須賀出发前往蒲甘岛执行輸送任務
- 1945年1月29日 自横須賀出发前往楚克群岛、沃莱艾环礁执行輸送任務
- 1945年3月3日 回到横須賀，开始回天的搭載工作
- 1945年5月6日 光附近海域触雷受损
- 1945年8月1日 作为多聞隊的一员光基地を出撃
- 1945年8月11日 在帕劳北方发射3具回天
- 1945年8月18日 返回吴港
- 1945年11月30日 除籍
- 1946年4月1日 在五島海域作海没処分

## 歴代艦長
1. 正田啓治少校（1944年8月3日-）
2. 時岡隆美大尉（1945年1月5日-）

## 外部連結
- 伊号第三六六潜水艦战記